# Keva
Keva pour Kuntien eläkevakuutus (finnois : institution de retraite des administrations locales) est une institution de retraite publique finlandaise. 
Elle est sous le contrôle du ministère des Finances de Finlande.

## Présentation
Keva gère les retraite des employés municipaux, de l'État, des églises et de ses propres employés. C'est le plus grand assureur de retraite de Finlande.
Keva couvre un total de 1,2 million d’employés et de retraités du secteur public.
En 2017, les recettes provenant des cotisations du régime de retraite Keva s'élevaient à environ 4,8 milliards d'euros et la valeur marchande des investissements à environ 51,9 milliards d'euros.